# Lipovac Majur
Lipovac Majur est un village appartenant à la municipalité de Daruvar et située dans le comitat de Bjelovar-Bilogora en Croatie. En 2021, le village compte 189 habitants.